# Луизианская креольская кухня

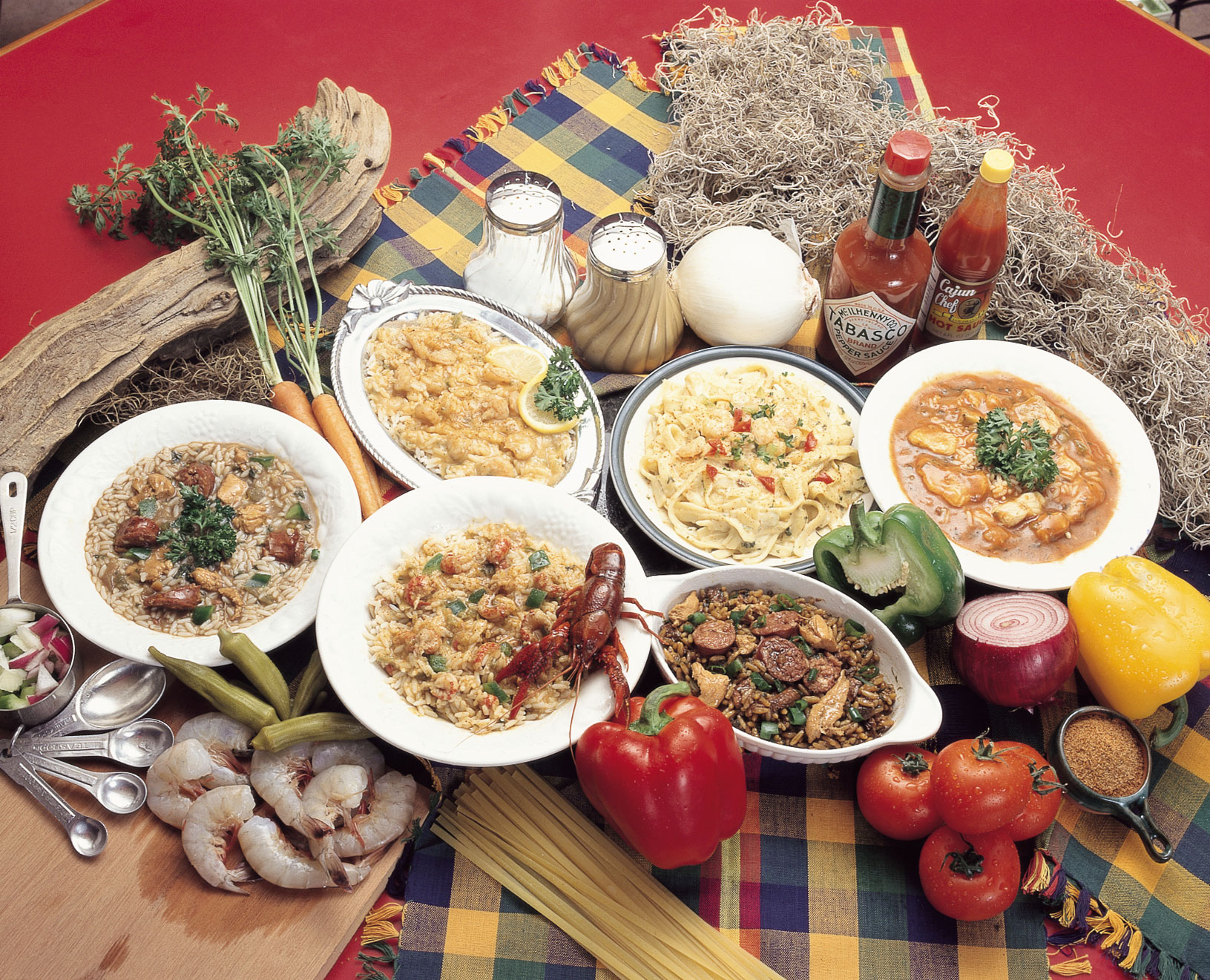
Типичные блюда креольской кухни

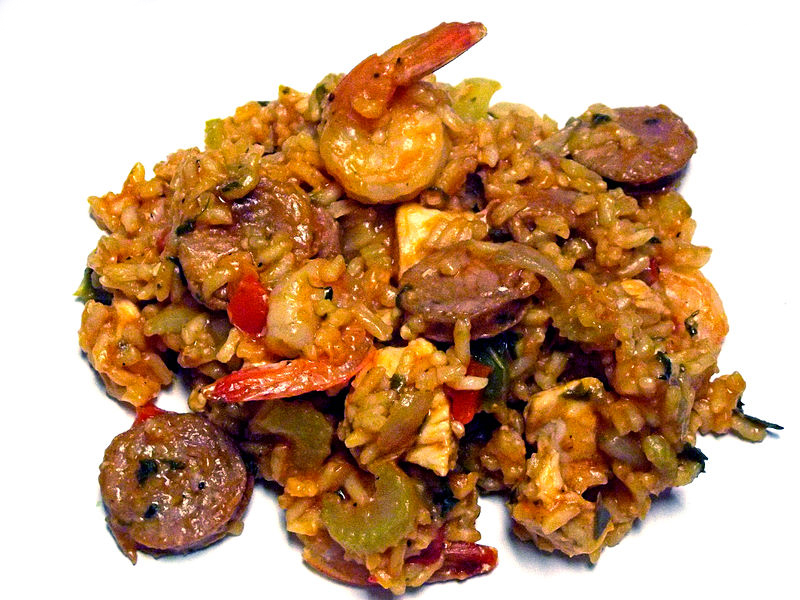
Джамбалайя

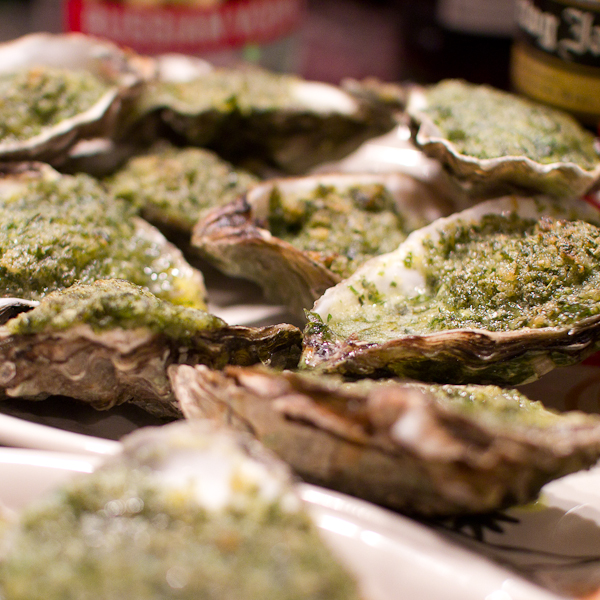
Устрицы по-рокфеллеровски

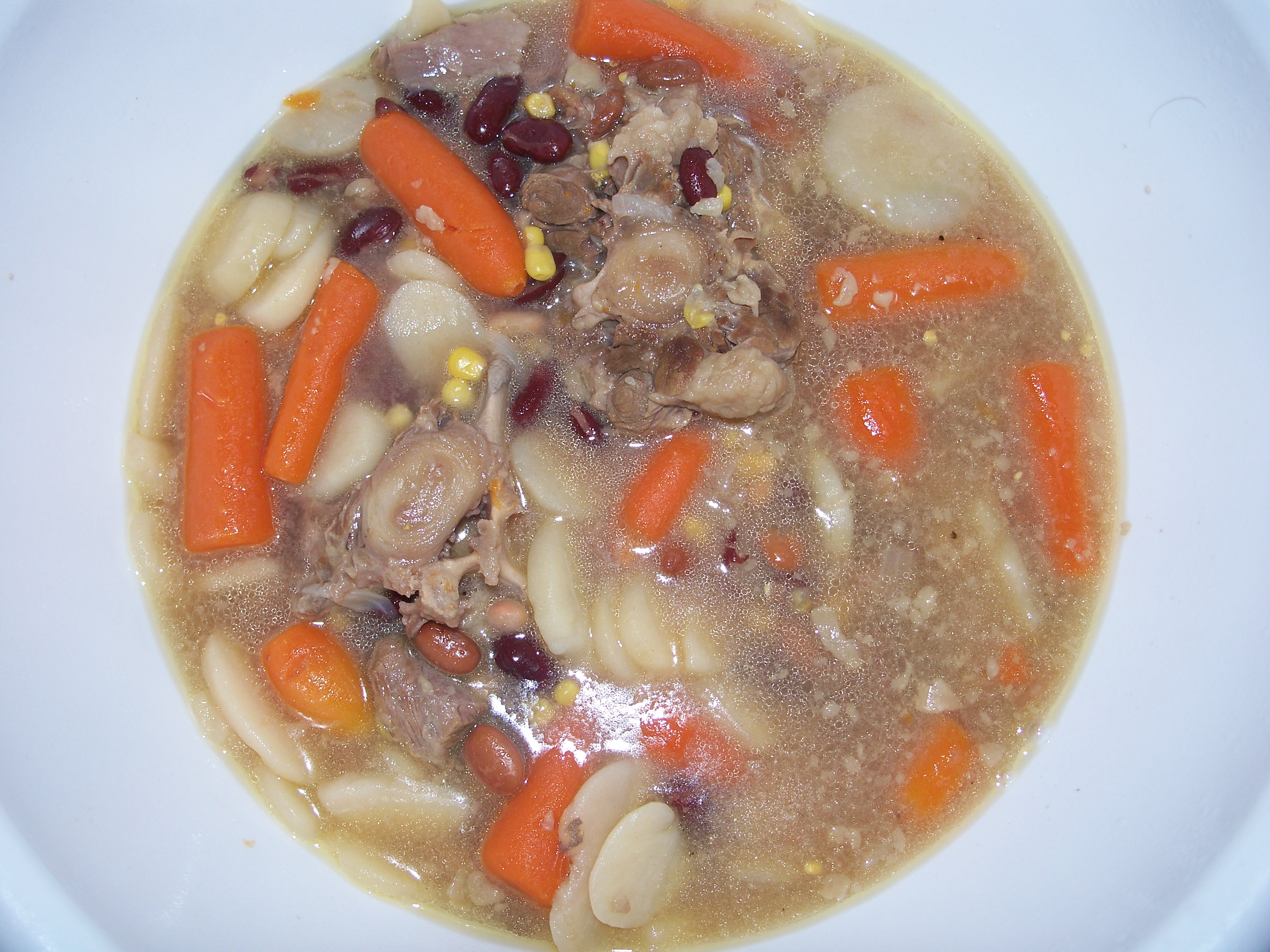
Южный суп из бычьих хвостов

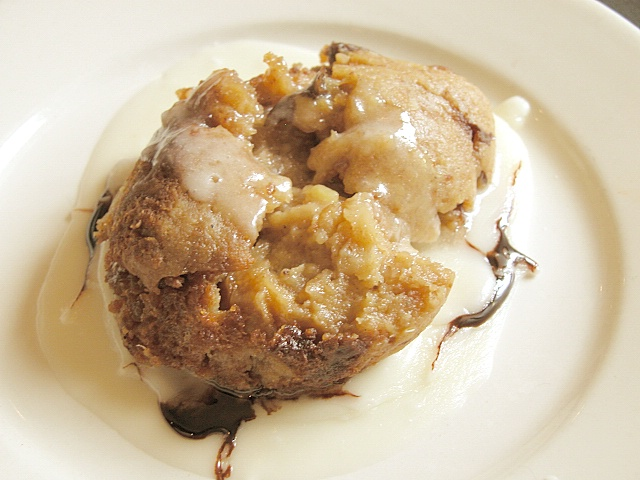
Хлебный пудинг с ванильно-висковым соусом

Луизианская креольская кухня (фр. cuisine créole, исп. cocina criolla, англ. Louisiana Creole cuisine, луизианский креольский язык: manjé kréyòl) — это блюда, традиции приготовления и употребления пищи, зародившиеся в Луизиане среди креолов, в которых сочетаются западноафриканские, французские, испанские и индейские традиции, а также присутствует влияние кухни юга Соединённых Штатов.
Термин «креолы» в данном случае описывает население французской колониальной Луизианы смешанного расового происхождения, которое состояло из потомков французов и испанцев, с годами этот термин расширился, включив в него акадийцев, немцев, карибцев, рабов африканского происхождения.
Креольская кухня представляет собой смесь различных культур, которые попали в Луизиану, включая французскую, испанскую, акадскую, карибскую, западноафриканскую, немецкую и индейскую.

## История
Креольская кулинарная книга The Picayune Creole Cook Book, как её описывают, — это «аутентичный и полный отчет о креольской кухне». Она была опубликована в 1900 году, когда бывшие рабы и их потомки переселялись на север. Местные газеты предупреждали, что, как только последний представитель «расы креольских поваров» покинет Новый Орлеан, так «секреты луизианской кухни» будут забыты и потеряны.
Рецепты, опубликованные в поваренной книге, были составлены неизвестным сотрудником Daily Picayune, который писал, что рецепты взяты непосредственно у «старых креольских мамочек». С момента первой публикации книга была выпущена в 16 изданиях с небольшими изменениями исходных рецептов.
И креольская, и каджунская кухня основаны на французских кулинарных традициях, адаптированных к пищевым ресурсам Луизианы; однако креольская кухня стереотипно считается «городской едой», а каджунская — простой «деревенской едой».

## Классические креольские блюда

### Закуски
- Устрицы Бьенвиль
- Устрицы ан брошет
- Устрицы по-рокфеллеровски
- Креветочный ремулад

### Супы
- Биск
- Гамбо
- Черепаховый суп

### Основные блюда
- Красная фасоль с рисом
- Грязный рис
- Джамбалайя
- Курица по-креольски
- Фрикасе из курицы по-креольски
- Креольская запеченная курица
- Креветочный биск
- Креветки по-креольски
- Тушеные свиные отбивные
- Форель а ля мёньер
- Соус ремулад
- Яйца Сарду

### Десерты
- Банановый фостер
- Фриттеры
- Банановый пудинг
- Хлебный пудинг